# 訃報 1981年5月
訃報 1981年5月（ふほう 1981ねん5がつ）では、1981年（昭和56年）5月中に物故した、又は物故が報じられた人物についてまとめる。

## （1日 - 15日）

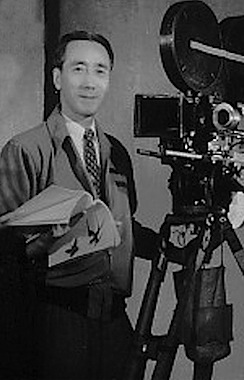
五所平之助／5月1日没

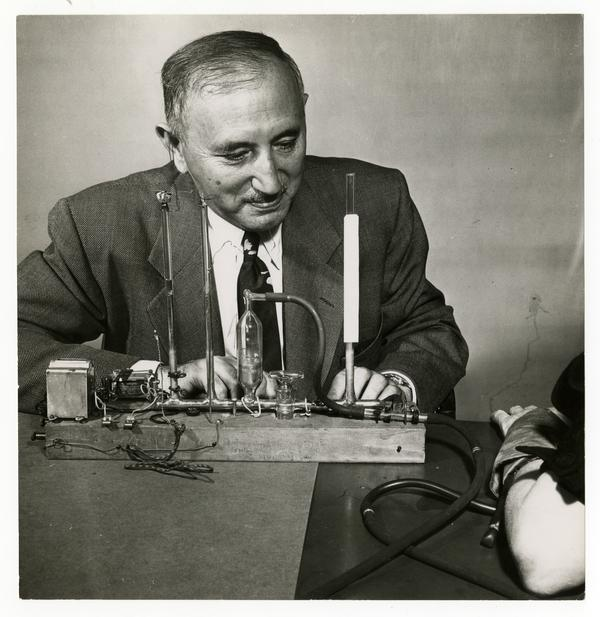
デイヴィッド・ウェクスラー／5月2日没

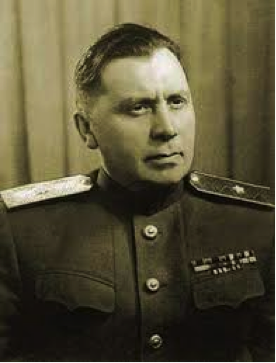
ナウム・エイチンゴン／5月3日没

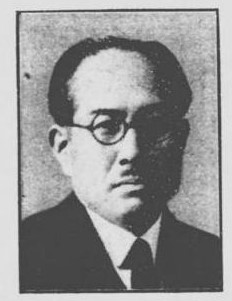
山口喜久一郎／5月6日没

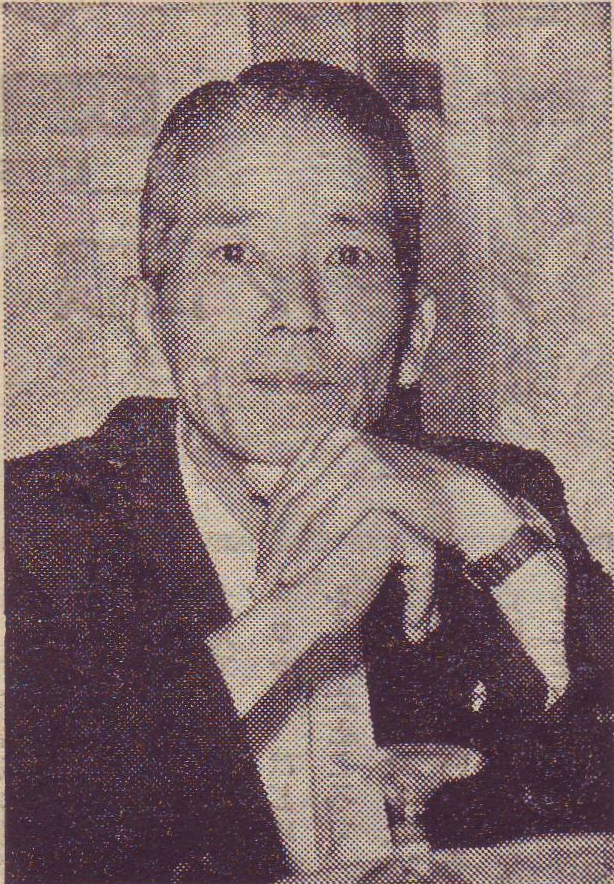
浜崎真二／5月6日没

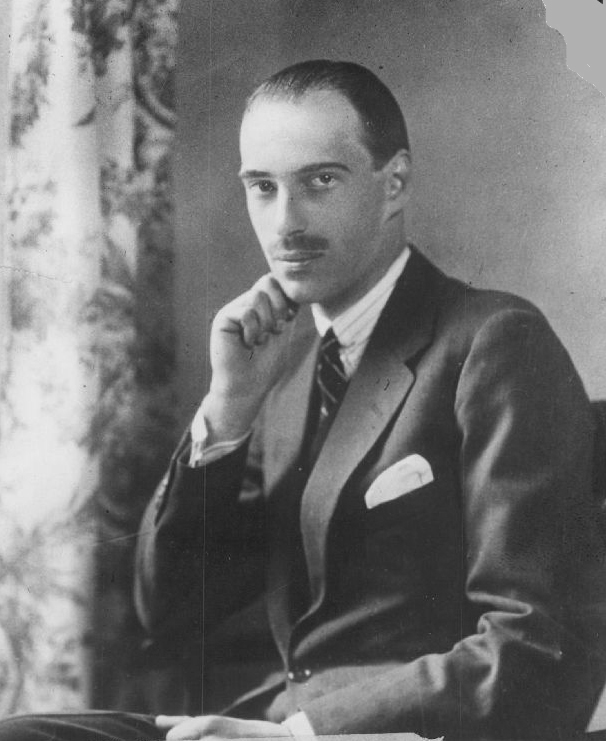
アンドレイ・アレクサンドロヴィチ／5月8日没

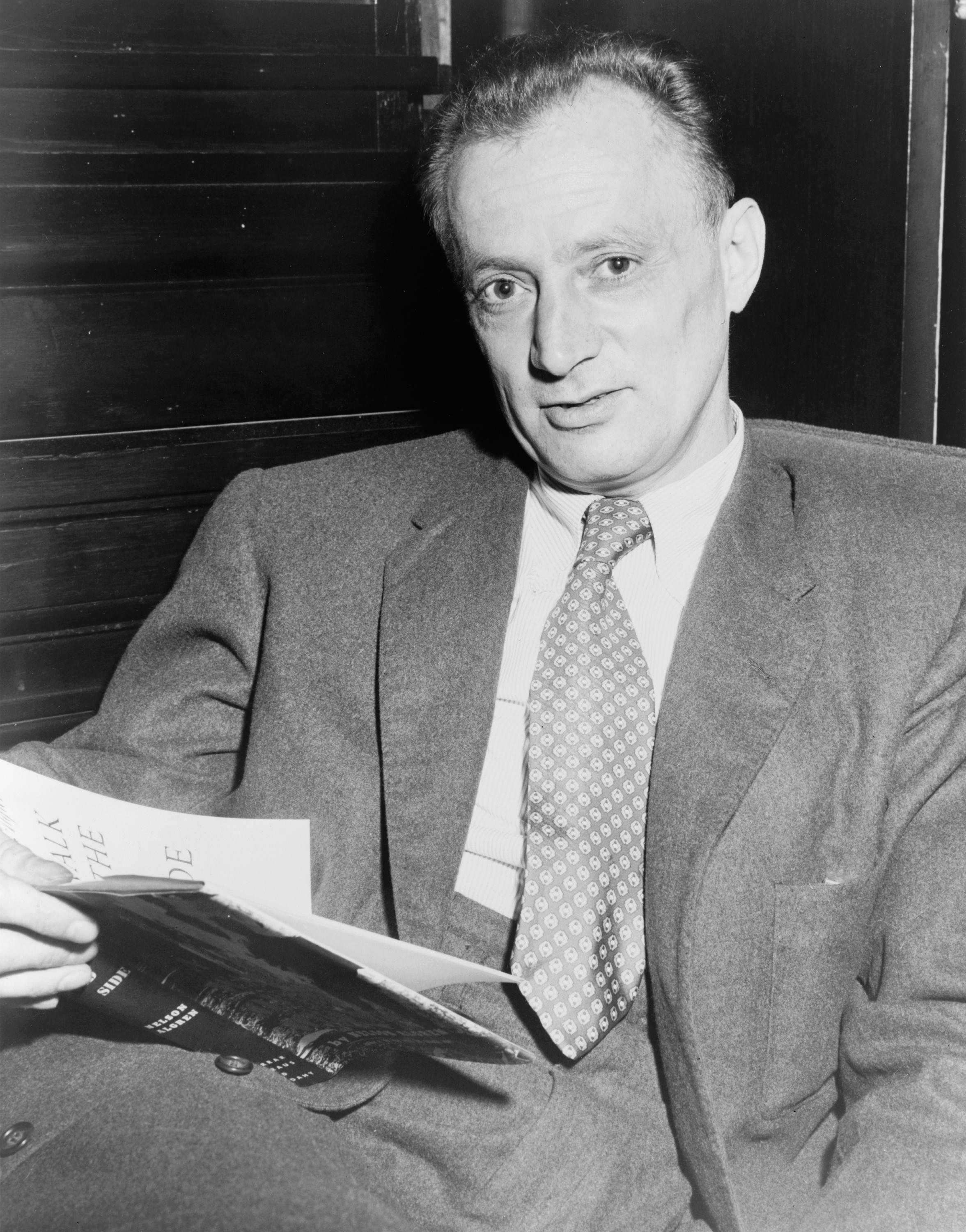
ネルソン・オルグレン／5月9日没

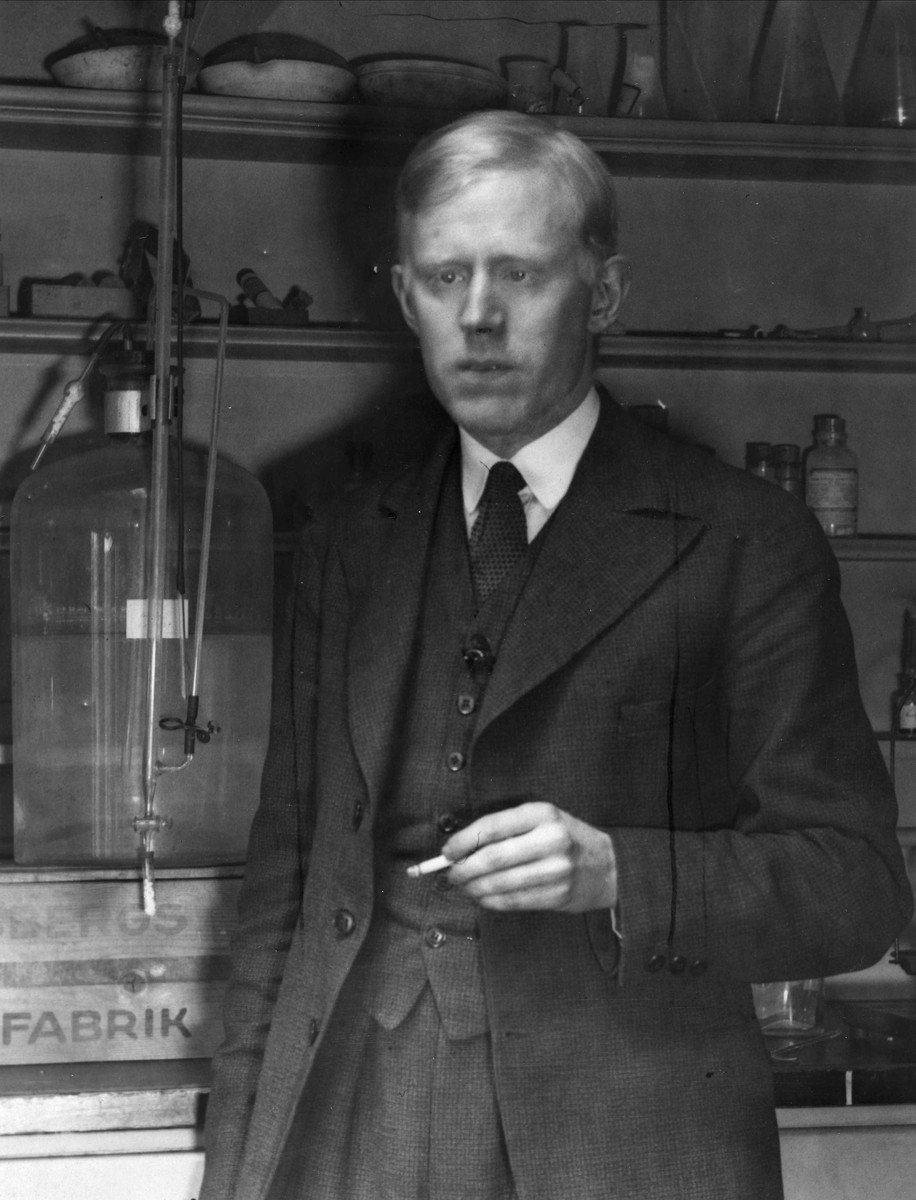
オッド・ハッセル／5月11日没

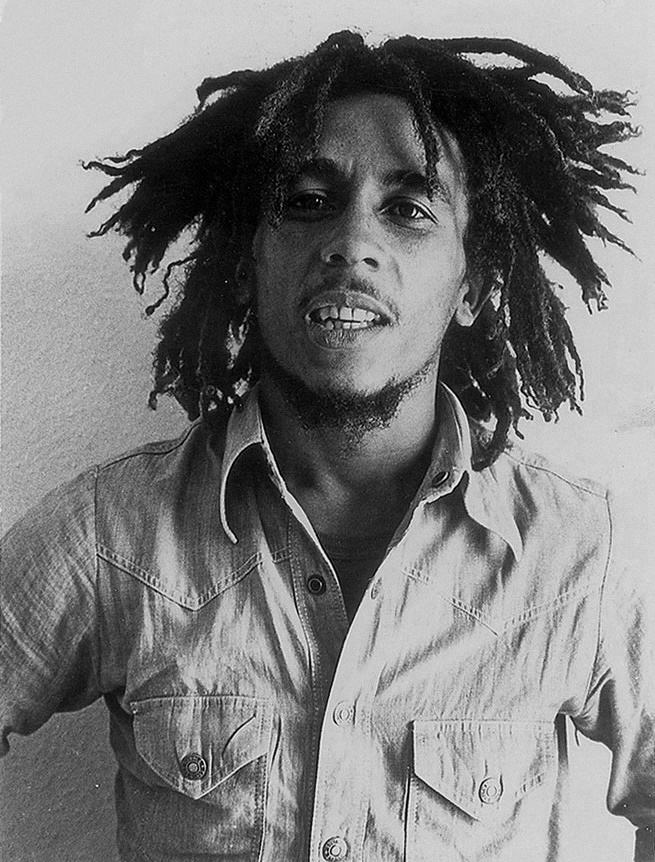
ボブ・マーリー／5月11日没

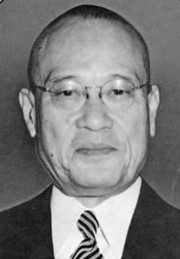
岡野清豪／5月14日没

- 5月1日 - 五所平之助、日本の映画監督・脚本家、俳人（* 1902年）
- 5月2日 - デイヴィッド・ウェクスラー、アメリカ合衆国の心理学者（* 1896年）
- 5月3日 - ナウム・エイチンゴン、ソビエト連邦の職業的諜報員（* 1899年）
- 5月3日 - 一木万寿三[1]、日本の洋画家（* 1903年）
- 5月4日 - 小池新二[要出典]、日本のデザイン評論家、九州芸術工科大学初代学長・千葉大学名誉教授（* 1901年）
- 5月5日 - 清水多嘉示、日本の彫刻家、武蔵野美術大学教授、文化功労者（* 1897年）
- 5月6日 - 山口喜久一郎、日本の政治家、第52代衆議院議長（* 1897年）
- 5月6日 - 浜崎真二、日本の元プロ野球選手【阪急ブレーブス所属】・コーチ・野球監督【高橋ユニオンズ・国鉄スワローズ】、野球解説者・評論家（* 1901年）
- 5月6日 - 長谷川良夫、日本の作曲家（* 1907年）
- 5月6日 - 植松安太郎、日本の詩人、実業家、部落解放運動家（* 1916年）
- 5月8日 - アンドレイ・アレクサンドロヴィチ (ロシア公)、ロシアの皇族（* 1897年）
- 5月9日 - ネルソン・オルグレン、アメリカ合衆国の小説家（* 1909年）
- 5月10日 - 会田軍太夫 - 日本の物理学者・化学者・評論家（* 1900年）
- 5月11日 - オッド・ハッセル、ノルウェーの物理化学者（* 1897年）
- 5月11日 - ボブ・マーリー、ジャマイカ出身のレゲエミュージシャン、ボブ・マーリー&ザ・ウェイラーズメンバー（* 1945年）
- 5月14日 - 岡野清豪、日本の政治家・銀行家、第2代三和銀行頭取（* 1890年）
- 5月15日 - 浅野拡、日本の政治家、自由民主党参議院議員（* 1927年）

## （16日 - 31日）

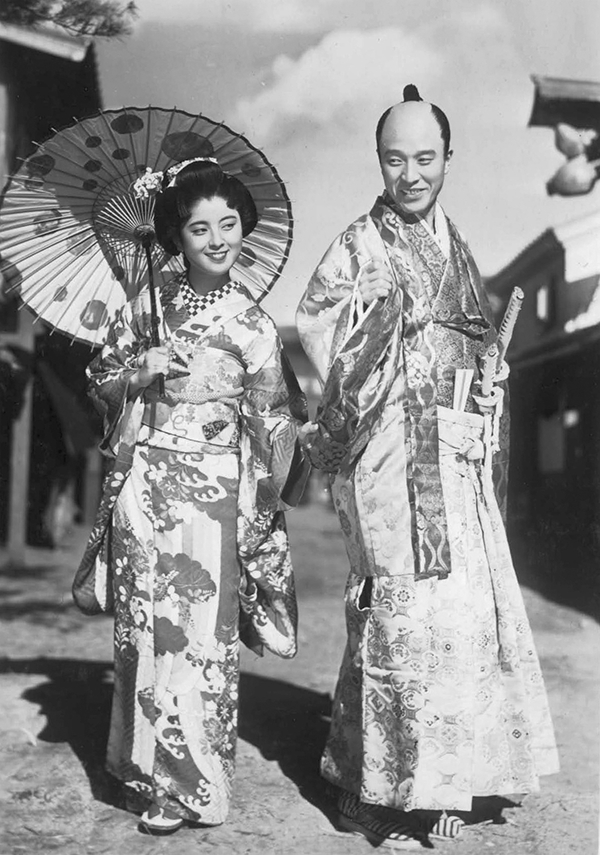
服部富子（左）／5月17日没

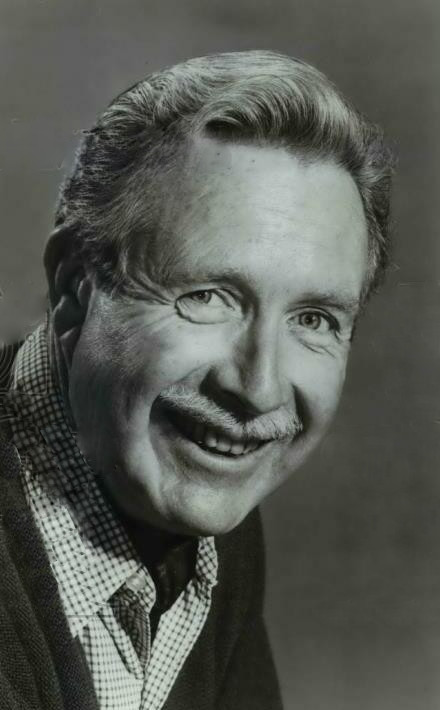
アーサー・オコンネル／5月18日没

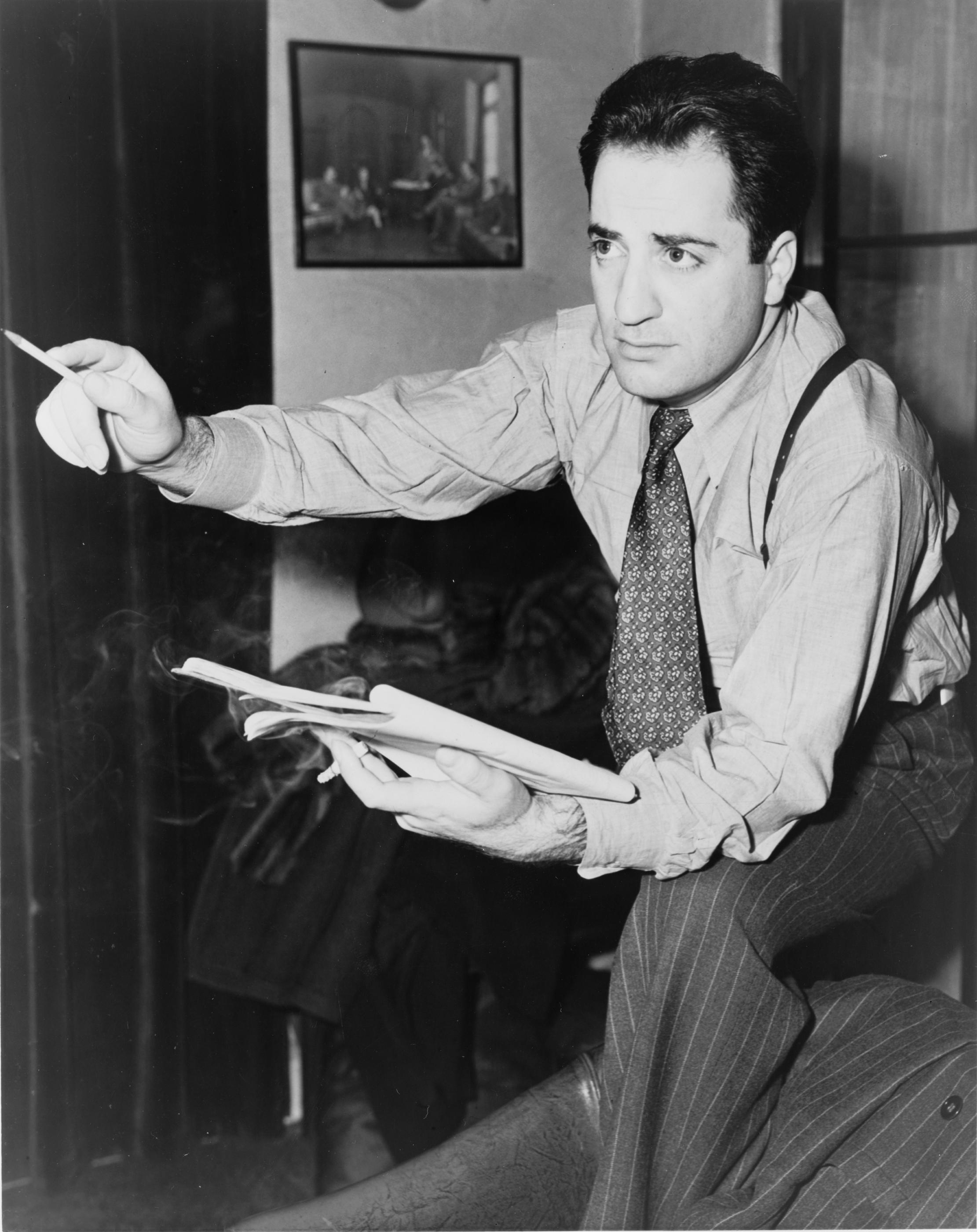
ウィリアム・サローヤン／5月18日没

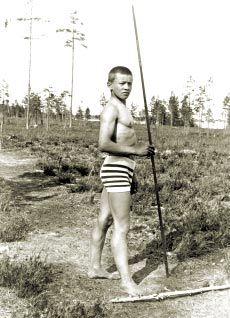
ラウリ・ピカラ／5月20日没

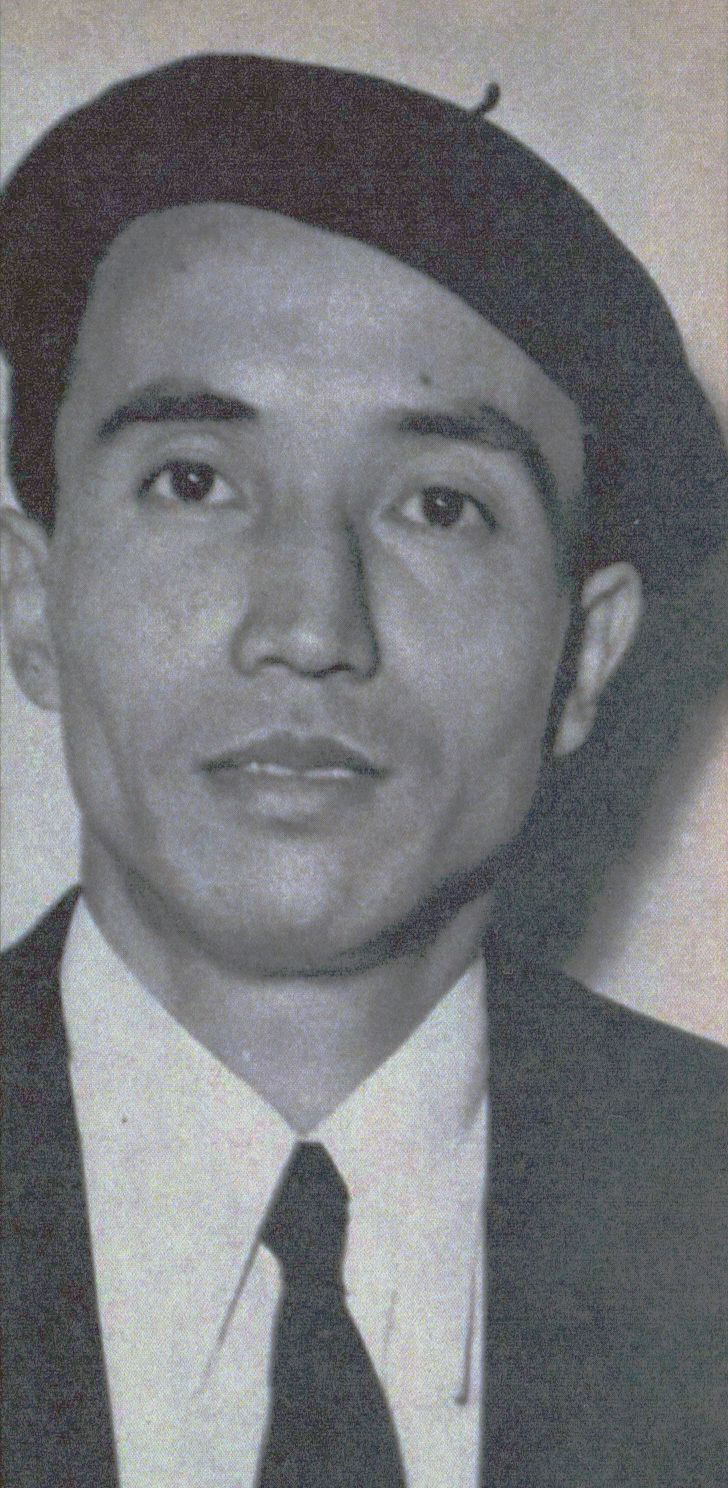
中村登／5月20日没

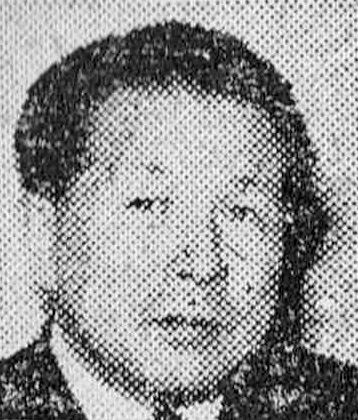
川喜多長政／5月24日没

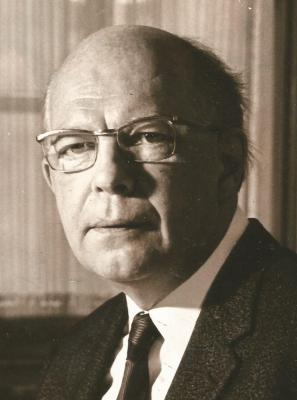
ハンス・ヴェーア／5月24日没

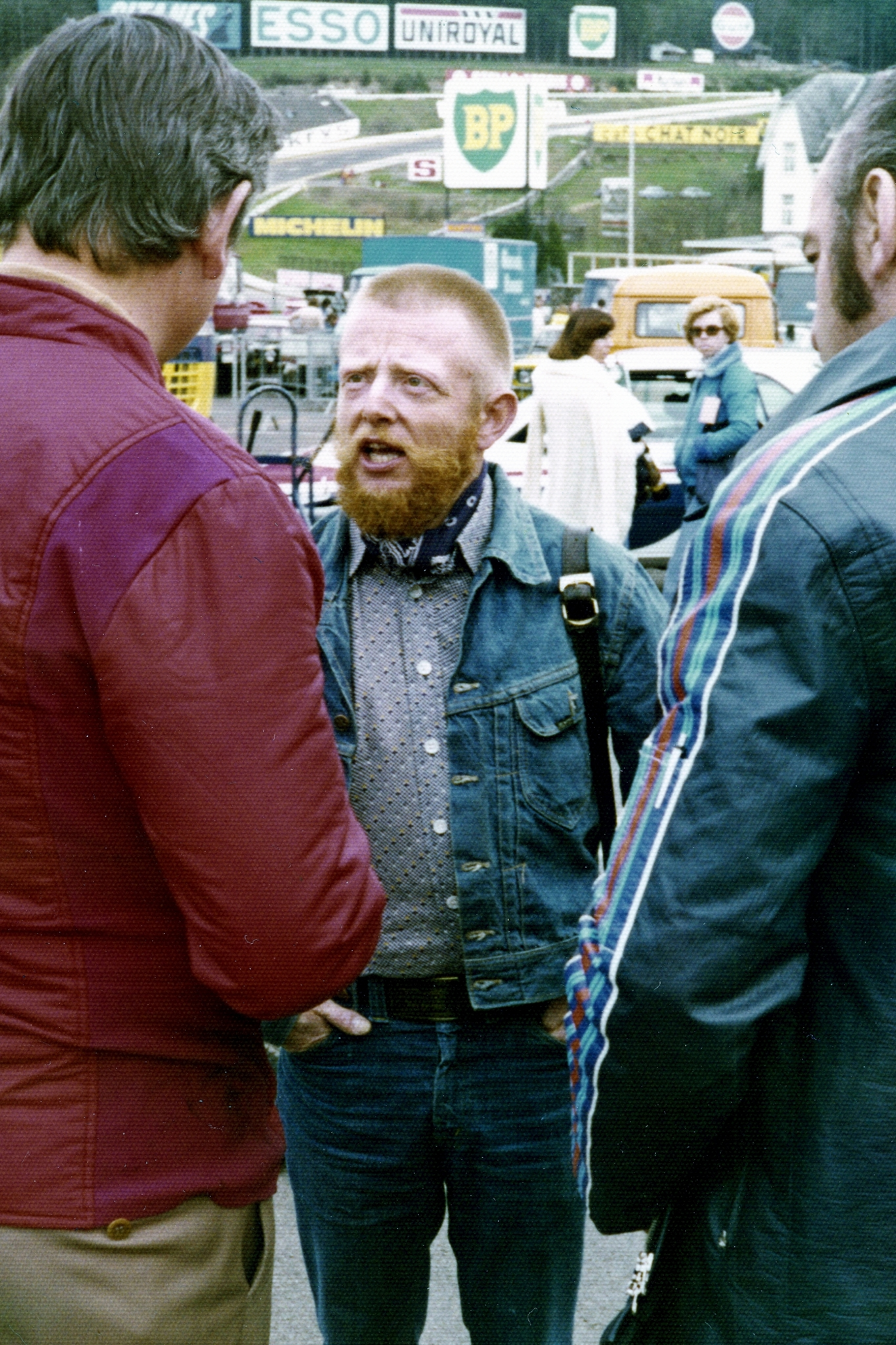
ヘルベルト・ミューラー（中）／5月24日没

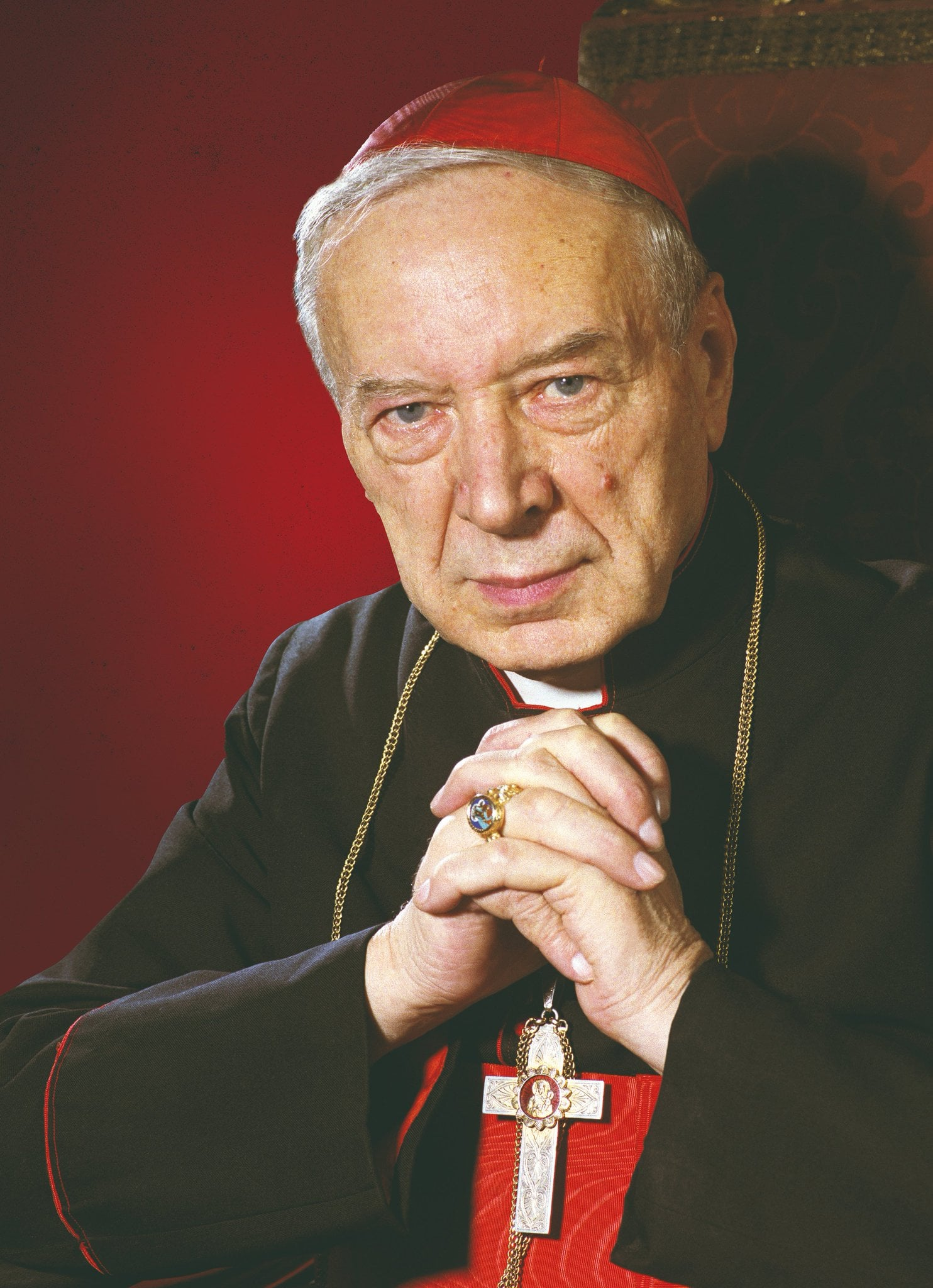
ステファン・ヴィシンスキー／5月28日没

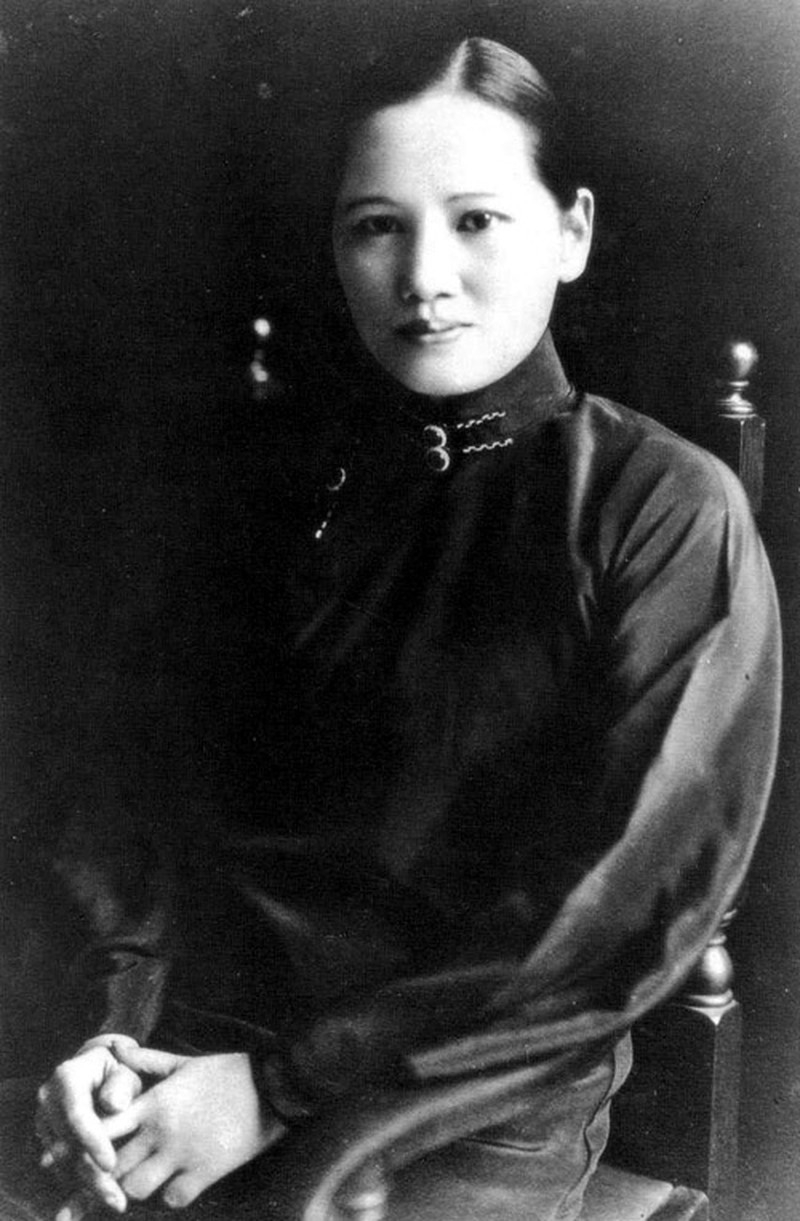
宋慶齢／5月29日没

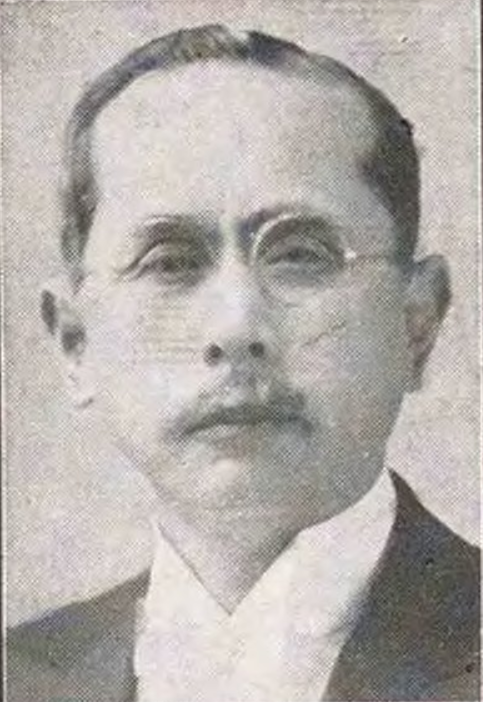
磯野庸幸／5月31日没

- 5月17日 - 岡一男、日本の国文学者、早稲田大学名誉教授・二松学舎大学教授（* 1900年）
- 5月17日 - ヒューゴー・フリードホーファー、アメリカ合衆国の作曲家（* 1901年）
- 5月17日 - 服部富子、日本の歌手（* 1917年）
- 5月18日 - アーサー・オコンネル、アメリカ合衆国の俳優（* 1908年）
- 5月18日 - ウィリアム・サローヤン、アメリカ合衆国の小説家・劇作家（* 1908年）
- 5月18日 - 大平山圭四郎、日本の元大相撲力士【春日野部屋所属】（* 1910年）
- 5月18日 - 黒木貞男、日本の元プロ野球選手【南海ホークス所属】（* 1935年）
- 5月18日 - 大塚博堂、日本のシンガーソングライター（* 1944年）
- 5月19日 - 井上三綱、日本の画家、元国画会会員（* 1899年）
- 5月20日 - ラウリ・ピカラ、フィンランドの政治活動家・元陸上競技選手、ペサパッロ考案者（* 1888年）
- 5月20日 - 大島多蔵、日本の教育者・政治家、衆議院議員（* 1903年）
- 5月20日 - 中村登、日本の映画監督（* 1913年）
- 5月21日 - 赤羽一雄、日本の教育者（* 1886年）
- 5月21日 - ペテル・シュミ（英語版）、ユーゴスラビアの体操選手（* 1895年）
- 5月22日 - 小川二郎、日本の英文学者、広島大学名誉教授・龍谷大学教授・甲南女子大学教授（* 1904年）
- 5月23日 - 吉野源三郎、日本の編集者・児童文学者・評論家・翻訳家・反戦運動家・ジャーナリスト（* 1899年）
- 5月23日 - 畑福俊英、日本の元プロ野球選手【東京巨人軍・大和軍所属】、野球指導者（* 1913年）
- 5月24日 - 川喜多長政、日本の映画製作者・実業家（* 1903年）
- 5月24日 - ハンス・ヴェーア、ドイツのアラブ研究者（* 1909年）
- 5月24日 - 小木曽定彰、日本の建築家、建築学者（* 1913年）
- 5月24日 - ハーブ・ルバーリン、アメリカ合衆国のグラフィックデザイナー・タイポグラファー（* 1918年）
- 5月24日 - ヘルベルト・ミューラー、スイスのレーシングドライバー（* 1940年）
- 5月28日 - ステファン・ヴィシンスキー、ポーランドのカトリック教会の司教・枢機卿、グニェズノ・ワルシャワ首都大司教（* 1901年）
- 5月29日 - 宋慶齢、中華民国・中華人民共和国の政治家、中華人民共和国名誉主席、孫文夫人（* 1893年）
- 5月30日 - 北野隆春、日本の実業家、スタンレー電気の創業者（* 1891年）
- 5月30日 - 柳井隆雄、日本の脚本家（* 1902年）
- 5月30日 - 横沢四郎、日本の元プロ野球選手【東京セネタース所属】、俳優（* 1906年）
- 5月30日 - 中村忠雄、日本の政治家、元茨城県龍ケ崎市長（* 1909年）
- 5月31日 - 磯野庸幸、日本の実業家・政治家（貴族院議員・神奈川県会議員・衆議院議員）・商人（丸二商会、貿易商）、神奈川相互銀行会長・ラジオ関東社長・横浜商工会議所会頭（* 1878年）